# Virus (pel·lícula)
Virus és una pel·lícula estatunidenca dirigida per John Bruno l'any 1999 segons la sèrie homònima de còmics de Dark Horse Comics, publicada l'any 1995, escrita per Chuck Pfarrer, John Carpenter i John Bruno, i dibuixada per Howard Cobb. Ha estat doblada al català.

## Argument
El vaixell rus d'investigació científica Akademik Vladislav Volkov navega al sud de l'oceà Pacífic. Està en contacte amb la Mir. Els cosmonautes a bord de la Mir perceben un estrany núvol electromagnètic que s'apropa a ells cada cop més ràpidament. Els llampecs travessen l'estació deteriorant el material i tallant les connexions amb el Volkov. Es propaga fins al vaixell passant per la connexió i provoca els mateixos deterioraments en el Volkov.
Set dies més tard, el remolcador Sea Star, comandat pel capità Robert Everton (Donald Sutherland), és atrapat pel tifó Leiah. El Sea Star arrossega una barcassa carregada de 500 tones de planxes i d'acer. A la barcassa entra aigua i amenaça d'enfonsar-se i d'arrossegar el Sea Star amb ella. La tripulació està composta per: Steve Baker (William Baldwin), J. W. Woods Junior (Marshall Bell), Hiko (Cliff Curtis) maori, Squeaky (Julio Oscar Mechoso) cubà, Richie Mason (Sherman Augustus) i Kelly « Kit » Foster (Jamie Lee Curtis), oficial de navegació que ha estat despatxada de la Marina per haver copejat un oficial, el pare del qual  era almirall.
Everton rebutja de sacrificar la barcassa per salvar el remolcador, perquè ha hipotecat tots els seus béns amb el valor del carregament i no té cap assegurança. La tempesta trenca el cable que connecta el Sea Star a la barcassa, que marxa  amb tot el carregament. El Sea Star ha patit avaries, es refugien a l'ull del cicló per intentar reparar els desperfectes. El radar detecta el Volkov que està immòbil i sembla en avaria. Everton s'ha aïllat a la seva cabina, beu alcohol i es prepara a suïcidar-se amb el seu revòlver. Quan Woods l'informa amb relació a l'altre vaixell, Everton torna amb esperança i dona l'ordre de fer via cap a aquest. Comproven que ha patit importants desperfectes i sembla abandonat.
Hiko i Woods queden a bord del Sea Star mentre que els altres escalen a bord del Volkov. Observen molts impactes de bala i que el corrent està tallat. Everton se n' alegra, ja que segons el dret marítim, el Volkov és en aigües internacionals, n'hi ha prou  amb remolcar-lo a un port. El govern rus haurà de pagar-los el 10 % del valor del Volkov a canvi de la restitució del vaixell. Everton ordena a Baker i Squeaky de restablir l'electricitat i arrencar el motor principal, a Woods de maniobrar el Sea Star per a amarrar-hi el Volkov. Baker i Squeaky restableixen l'electricitat, les làmpades i els ordinadors s'encenen. Foster comprova que sembla haver-hi algú que comanda el vaixell.

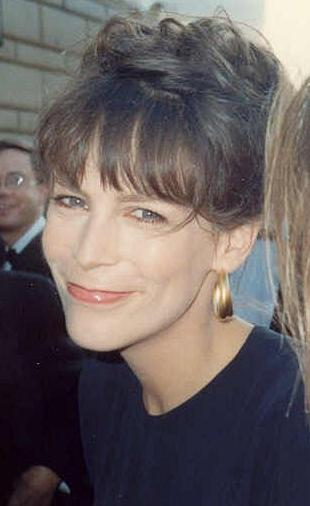
Jamie Lee Curtis, interpreta Kelly « Kit » Foster

## Repartiment

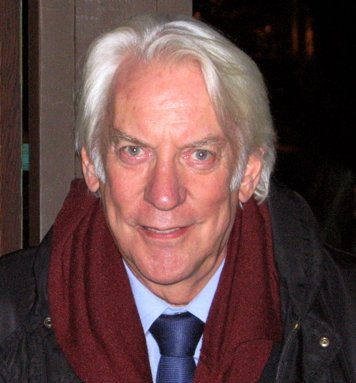
Donald Sutherland, interpreta el capità Robert Everton

- Jamie Lee Curtis: Kelly « Kit » Foster, oficial de navegació
- William Baldwin: Steve Baker
- Donald Sutherland: el capità Robert Everton
- Joanna Pacula: Nadia Vinogradiya
- Marshall Bell: J. W. Woods Junior
- Cliff Curtis: Hiko, maori
- Julio Oscar Mechoso: Squeaky, cubà
- Sherman Augustus: Richie Maso
- David Eggby: el capità del Norfolk
- Yuri Chervotkin: el coronel Kominski
- Keith Flippen: la capitana Lonya Rostov
- Olga Rzhepetskaya-Retchin: la dona cosmonauta
- Levan Uchaneishvili: el capità Alexi

## Crítica
- "Sembla una recepta. Amb una mica de 'Horitzó final', una mica de 'Titanic', un polsim de 'Alien' i 'Cocoon'... surt aquest artificiós, manipulador, enganyós i rocambolesc fast-food. Penós."[3]
- "Despropòsit marcià que fa aigües pertot arreu"[4]